# Actacarus bacescui
Actacarus bacescui is een mijtensoort uit de familie van de Halacaridae. De wetenschappelijke naam van de soort is voor het eerst geldig gepubliceerd in 1970 door Konnerth-Ionescu.